# Титов, Александр Вениаминович
Алекса́ндр Вениами́нович Тито́в (род. 13 апреля 1954, Ленинград) — российский дирижёр и музыкальный педагог; в 2007—2013 гг. и в 2017—по н.вр. — художественный руководитель и главный дирижёр Санкт-Петербургского Государственного Академического симфонического оркестра, профессор Санкт-Петербургской консерватории, Заслуженный артист Российской Федерации (2004); Заслуженный деятель искусств Российской Федерации (2018). Награждён Благодарностью Законодательного Собрания Санкт-Петербурга (2019).

## Записи
- 2008
  - Двадцать третья симфония Н. Я. Мясковского, СПб ГАСО под управлением А. В. Титова, Northern Flowers (NF/PMA9966)
  - Двадцать вторая симфония Н. Я. Мясковского, СПб ГАСО под управлением А. В. Титова, Northern Flowers (NF/PMA9966)
  - Двадцать пятая симфония Н. Я. Мясковского, СПб ГАСО под управлением А. В. Титова, Northern Flowers (NF/PMA9971)
- 2012 —  сюита «Семён Котко», op. 81 bis,  С. С. Прокофьева, СПб ГАСО под управлением А. В. Титова, Northern Flowers (NFA 9980)[5]